# Борозни Сатурналії

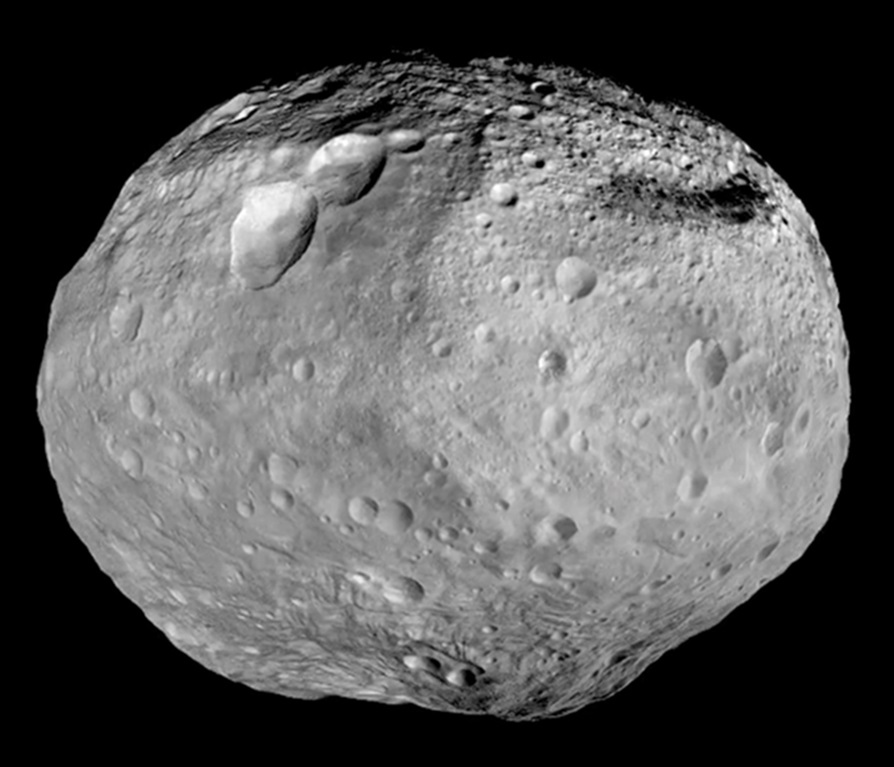
Борозни Сатурналії проходить похило біля термінатора у верхньому правому куті цієї фотографії Вести.

Борозни Сатурналії (Saturnalia Fossa) — серія паралельних западин у північній півкулі астероїда 4 Веста. Названі на честь римського свята Сатурналії.
За оцінками, найбільша з борозн має близько 39 км завширшки та щонайменше 365 км завдовжки, що робить її однією з найдовших долин у Сонячній системі. 
Вважається, що ці борозни утворились в результаті удару, який створив кратер Вененія, концентричний з борознами.

## Дивись також
- Борозни Дівалії, інша велика система борозн на Весті.

1. ↑  IAU/USGS (NASA coordinates)